# 311号密西西比州州道
311号密西西比州州道（英語：Mississippi Highway 311, MS 311），是位于美国密西西比州马歇尔县的州级公路。州道始于霍利斯普林斯处与7号密西西比州州道的交汇处，向北延伸至位于芒特普林森处的72号美国国道。这是一条无隔离带双车道公路，沿途穿过农村地带。此路最初规划于1957年，并于20世纪60年代由碎石铺设完成。

## 公路描述
311号密西西比州州道的起点位于与7号密西西比州州道在霍利斯普林斯的交叉处，为一条无隔离带双车道公路，向西北方向的芒特普林森延伸。这条国道穿过林地以及住宅区办公区，在到达与霍利斯普林斯绕行道路的交叉口后，左转继续向西北方向延伸离开市区。在离开霍利斯普林斯后，这条路又穿过了森林地带，沿线有零星几处农田和住宅。再向北延伸，国道就抵达了芒特普林森地区。在到达与72号美国国道交界处的终点之前，311号州道亦会穿过芒特普林森的住宅区和办公区。在到达终点后，向北继续行驶会进入罗斯维尔路。目前，这条道路的具体定义已经写入了《密西西比州法典》。

## 历史

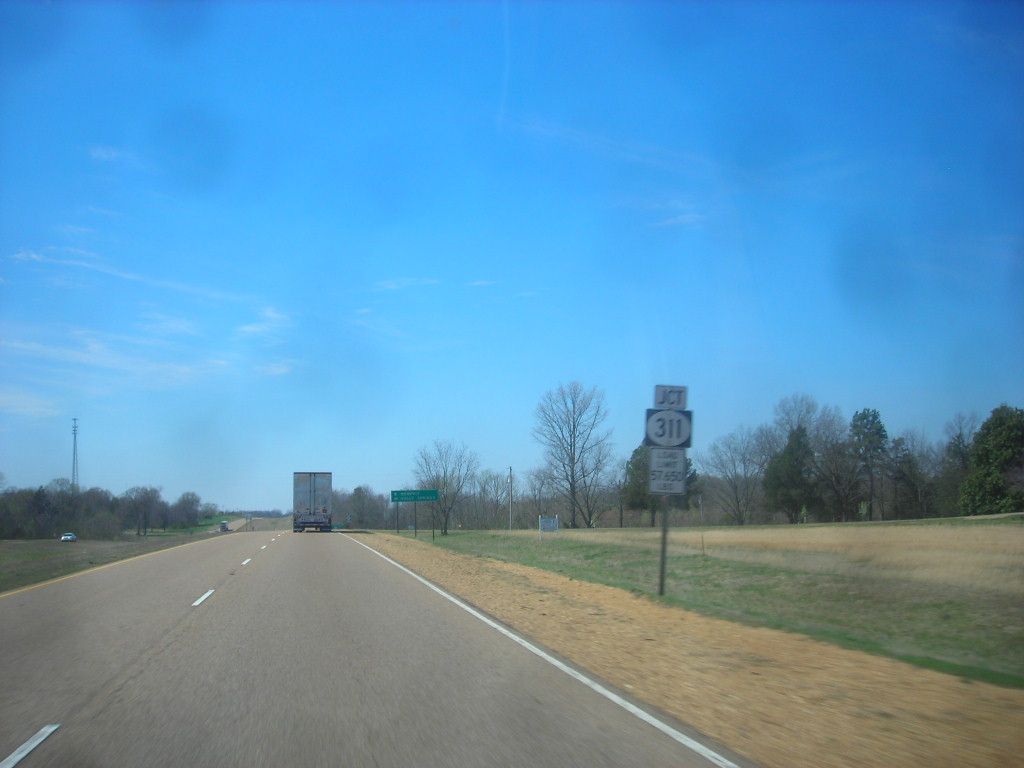
311号州道的路牌

这条州道规划于1967年，当时人们打算修建一条联通霍利斯普林斯与芒特普林森的砾石路。到了1960年时，这条道路的绝大部分都已铺设完毕，剩下的一小部分直到1965年才铺设完成。

## 主要交叉口
全線均位於马歇尔县境內。
| 地點                                       | 英里   | 公里   | 接點                                 | 備註 |
| ------------------------------------------ | ------ | ------ | ------------------------------------ | ---- |
| 霍利斯普林斯                               | 0.000  | 0.000  | 7號密西西比州州道—阿布维尔、大章克申 | 南端 |
| 芒特普林森                                 | 12.960 | 20.857 | 72號美國國道—科林斯、孟菲斯          | 北端 |
| 1.000英里＝1.609公里；1.000公里＝0.621英里 |        |        |                                      |      |